# Олександрівка-2 (Донецьк)
Олександрівка (Олександрівка № 2) — колишнє робітниче селище, підпорядковувалося Донецькій міській раді.

## Загальні відомості
Забудова почалася 1870 року — після заснування металургійного заводу. Станом на 2010-ті роки — місцевість Донецька, значну частину району забудована багатоповерхівками.
Селище постраждало внаслідок геноциду українського народу, вчиненого урядом СССР у 1932—1933 роках, кількість встановлених жертв — 280 осіб.